# Lepidium dictyotum
Lepidium dictyotum är en korsblommig växtart som beskrevs av Asa Gray. Lepidium dictyotum ingår i släktet krassingar, och familjen korsblommiga växter. Inga underarter finns listade i Catalogue of Life.